# Obeidia
Obeidia is een geslacht van vlinders van de familie spanners (Geometridae), uit de onderfamilie Ennominae.

## Soorten
- O. aurantiaca Alphéraky, 1892
- O. diversicolor Warren, 1901
- O. epiphleba Wehrli, 1936
- O. fumosa Warren, 1893
- O. gigantearia Leech, 1897
- O. horishana Matsumura, 1931
- O. idiaria Matsumura, 1931
- O. irregularis Wehrli, 1933
- O. leptosticta Wehrli, 1933
- O. lucifera Swinhoe, 1893
- O. millepunctata Warren, 1893
- O. postmarginata Wehrli, 1933
- O. rongaria Oberthür, 1893
- O. tigrata Guenée, 1857
- O. vagipardata Walker, 1862